# De Luchtcomponent van Defensie

Godło belgijskich sił powietrznych

De Luchtcomponent van Defensie (fr. Composante air, niderl. Luchtcomponent – Komponent Powietrzny Sił Zbrojnych Belgii, do 2002 Force aérienne belge/ Belgische Luchtmacht) – siły powietrzne Belgii utworzone jako część armii belgijskiej dekretem królewskim z dnia 16 kwietnia 1909 roku jako Compagnie des Ouvriers et Aérostiers.
Nazwa De Luchtcomponent van Defensie, Komponent Lotniczy Zintegrowanych Sił Obrony obowiązuje od reformy w siłach zbrojnych w Belgii 2001/2002, zmieniających wojska lądowe, marynarkę wojenną i siły powietrzne w odpowiadające im komponenty Sił Obrony.

## Historia

### Początki
Początki wojskowego lotnictwa Belgii sięgają 1909 roku, kiedy to powstała samodzielna kompania balonowa. Pierwsza jednostka lotnicza – Compagnie d'Aviateurs, powstała 16 kwietnia 1913 roku i obejmowała cztery eskady po cztery samoloty każda. 20 marca 1915 roku oficjalnie utworzono belgijskie lotnictwo wojskowe – Militair Vliegwezen, które składało się z sześciu eskadr, szkoły lotniczej oraz parku samolotowego.

### I wojna światowa
W momencie wybuchu I wojny światowej Compagnie des Ouvriers et Aérostiers składało się z 4 eskadr wyposażonych w samoloty Farman-Jero HF.16 i HF .20, z których tylko dwa osiągnęły gotowość bojową.
W marcu 1915 roku Compagnie des Ouvriers et Aérostiers zostało przemianowane na Aviation Militaire Belge. Operując z terytorium Aviation Militaire Belge Francji posiadało już 6 eskadr. Łącznie w lotnictwie belgijskim tego okresu służyło 6 Asów myśliwskich. Pierwsze zwycięstwo powietrzne dla Belgów odniósł kapitan Fernand Maximillian Leon Jacquet, który 17 kwietnia 1915 roku wraz ze swoim obserwatorem podporucznikiem Hansem Vindevogel zestrzelili niemieckiego Albatrosa. Najsłynniejszym z nich był Willy Coppens, który uzyskał łącznie 37 zwycięstw przewodząc w elitarnym klubie Balloon Buster z potwierdzonymi 35 balonami wroga.

### Współczesność
Belgijskie siły powietrzne stanowią ważną część 2 Alianckiej Floty Lotniczej NATO – 2 ATAS. Na ich wyposażeniu są samoloty F-16, które zostały dostarczone Belgii w ramach planów zaopatrzeniowych. Do szkolenia używane są samoloty SIAI-Marchetti SF-260MB oraz na samoloty Dassault/Dornier Alpha Jet. Flota śmigłowców to tylko helikoptery typu Westland Sea King Mk.4, które służą celom poszukiwawczo-ratowniczym. 14 listopada 2013 roku Szef Sztabu Sił Zbrojnych Belgii poinformował o rozpoczęciu procedury zakupu nowych wielozadaniowych samolotów, które po 2020 roku mają zastąpić w linii maszyny F-16. W marcu 2017 roku wysłano zapytanie ofertowe do potencjalnych oferentów ws. zakupu 34 myśliwców. W 2018 roku przetarg wygrali Amerykanie ze swoją ofertą Lockheed Martin F-35 Lightning II za ponad 4 mld euro. Pierwsze Lockheed Martin F-35 Lightning II mają być dostarczone w 2023 roku.

## Wyposażenie

### Obecne
| Zdjęcie                      | Samolot                           | Producent                  | Typ                               | Wersja               | Liczba sztuk        | Uwagi |
| Samoloty myśliwskie          | Samoloty myśliwskie               | Samoloty myśliwskie        | Samoloty myśliwskie               | Samoloty myśliwskie  | Samoloty myśliwskie | Samoloty myśliwskie |
| ---------------------------- | --------------------------------- | -------------------------- | --------------------------------- | -------------------- | ------------------- | --- |
|                              | Lockheed Martin F-35 Lightning II | Stany Zjednoczone          |                                   | F-35 A               | 34                  | Pierwszy samolot ma być dostarczony w 2023 roku i mają zastąpić F-16. |
|                              | SABCA F-16 Fighting Falcon        | Stany Zjednoczone · Belgia | Myśliwiec wielozadaniowy          | F-16AM MLUF-16BM MLU | 449                 | Ostatnio władze Belgii zdecydowały się na zakup lekkich bomb kierowanych GBU-39, dla modernizowanych myśliwców F-16AM/BM.W 2014 roku z pomocą USA w ramach Foreign Military Sale rozpoczęto modernizacje maszyn do wersji Mid-Life-Update (MLU). Pierwotnie 160 zmontowanych na licencji przez SABCA. W 2018 roku dwa zniszczone w wypadku na ziemi. |
| Szkolno-treningowe           |                                   |                            |                                   |                      |                     | |
|                              | Aermacchi SF.260                  | Włochy                     | Szkolenie podstawowe              | SF.260DSF.260M       | 925                 | |
|                              | SABCA Alpha Jet                   | Belgia                     | Szkolenie zaawansowane            | Alpha Jet 1B+        | 29                  | Stacjonują we Francji, 33 zmontowane na licencji przez SABCA. |
| Samoloty transportowe        |                                   |                            |                                   |                      |                     | |
|                              | Airbus A321                       | Francja                    | Przewóz żołnierzy/VIP             | A321-231             | 1                   | Leasingowany od Avico, zastąpił Airbusa A330. |
|                              | Airbus A400M                      | Europa                     | Taktyczny transportowiec          | A400M                | 7                   | |
|                              | Dassault Falcon 20                | Francja                    | Przewóz osób/lekki transportowiec | Falcon 20E-5         | 2                   | |
|                              | Dassault Falcon 900               | Francja                    | Przewóz osób/lekki transportowiec | Falcon 900B          | 1                   | |
|                              | Embraer ERJ 135                   | Brazylia                   | Przewóz osób/lekki transportowiec | ERJ 135LR            | 2                   | |
|                              | Embraer ERJ 145                   | Brazylia                   | Przewóz osób/lekki transportowiec | ERJ 145LR            | 2                   | |
|                              | Lockheed C-130 Hercules           | Stany Zjednoczone          | Taktyczny transportowiec          | C-130H               | 11                  | |
| Śmigłowce                    |                                   |                            |                                   |                      |                     | |
|                              | Aérospatiale SA 316 Alouette III  | Francja                    | Lekki śmigłowiec użytkowy         | SA 316B              | 3                   | Wykorzystywane przez Marynarkę. |
|                              | Agusta A109                       | Włochy                     | Rozpoznawczy/bojowy śmigłowiec    | A109A109A            | 1215                | |
|                              | NHI NH90                          | Europa                     | Śmigłowiec wielozadaniowy         | NFHTTH               | 4                   | |
|                              | Westland Sea King                 | Wielka Brytania            | Search and rescue                 | Mk.48                | 4                   | Do końca 2018 roku zostały zastąpione przez 4 NH90 NFH. |
| Bezzałogowe aparaty latające |                                   |                            |                                   |                      |                     | |
|                              | RQ-5 Hunter (B-Hunter)            | Izrael                     | Taktyczny BSL                     | MQ-5B                | 6                   | |

### Historyczne

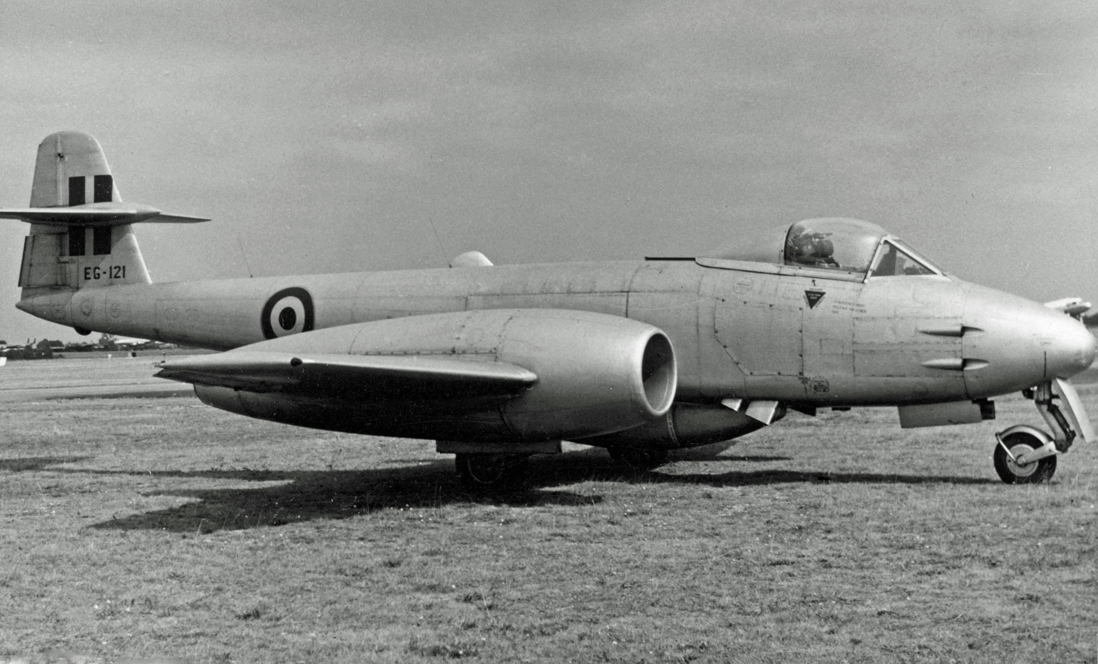
Gloster Meteor F.8 w 1955.
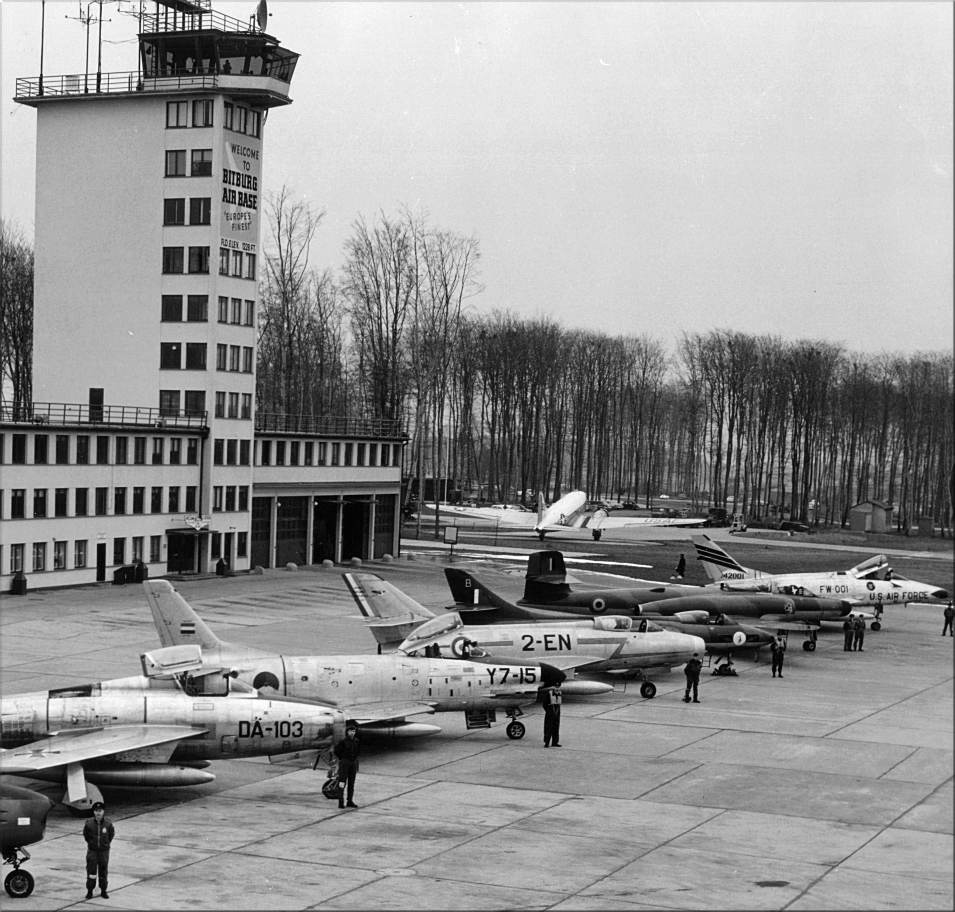
Belgijski Avro Canada CF-100 Canuck pośród myśliwców NATO w 1959.
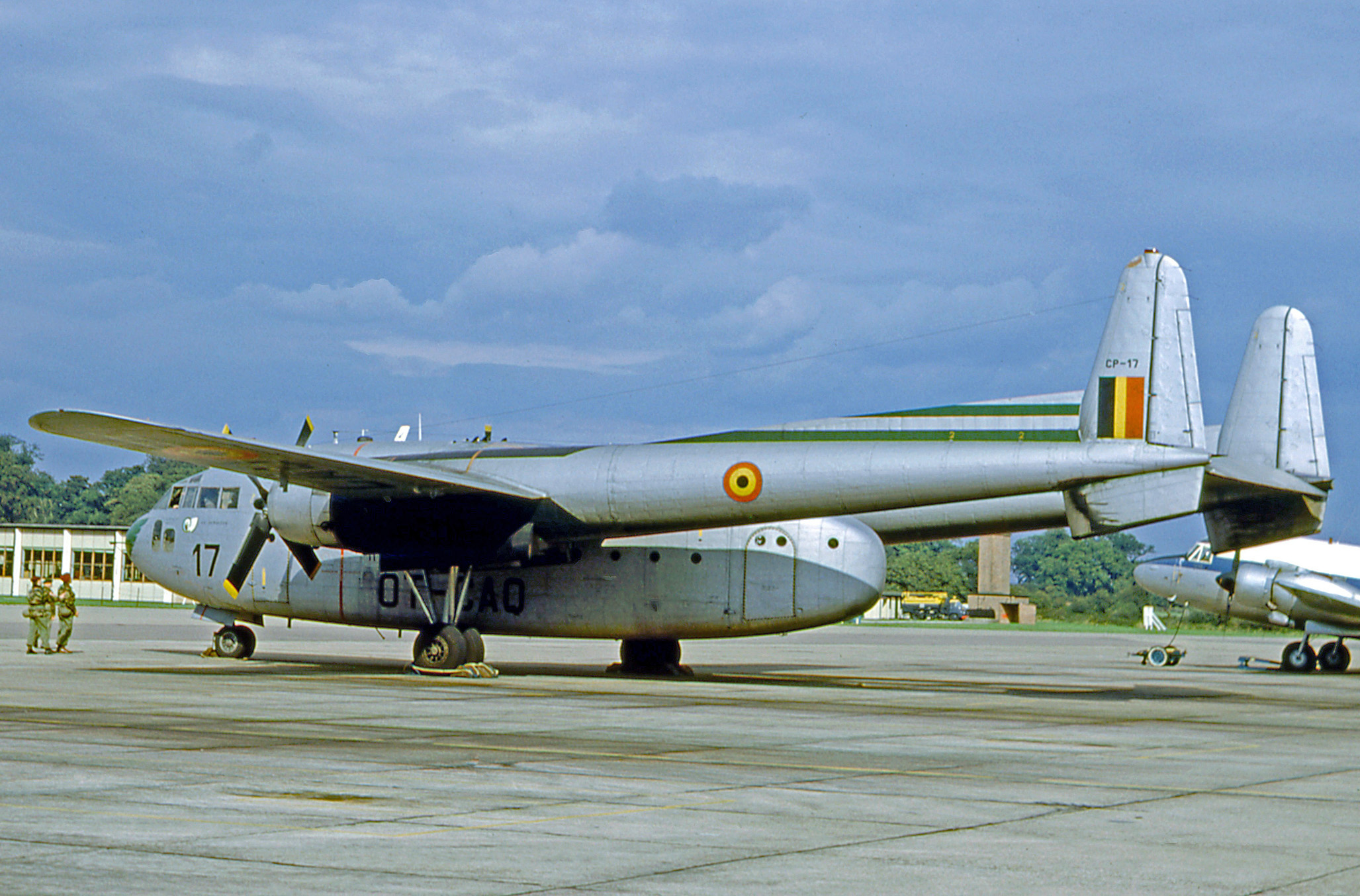
Fairchild C-119G Flying Boxcar w 1965.
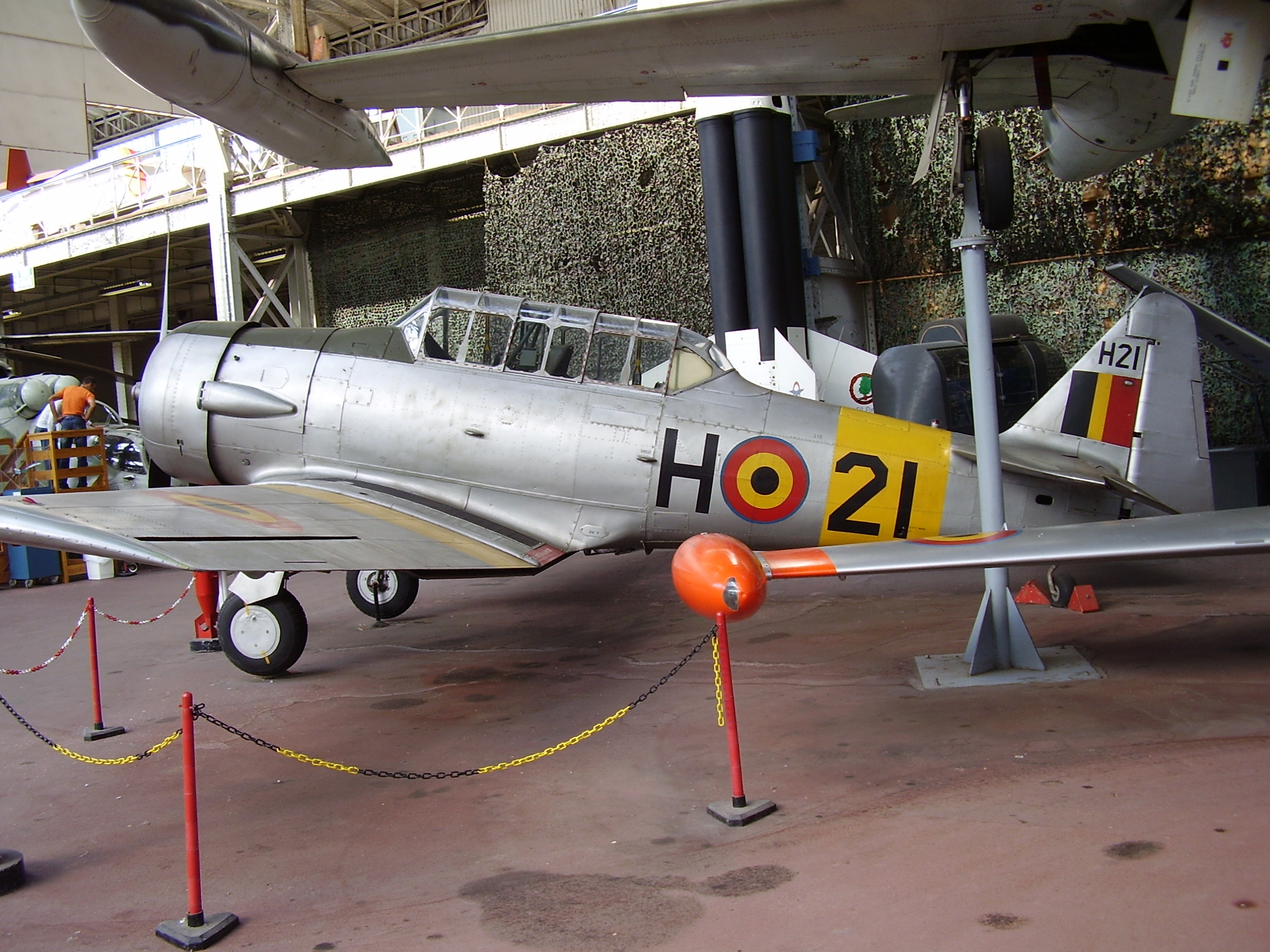
North American AT-6D Harvard III
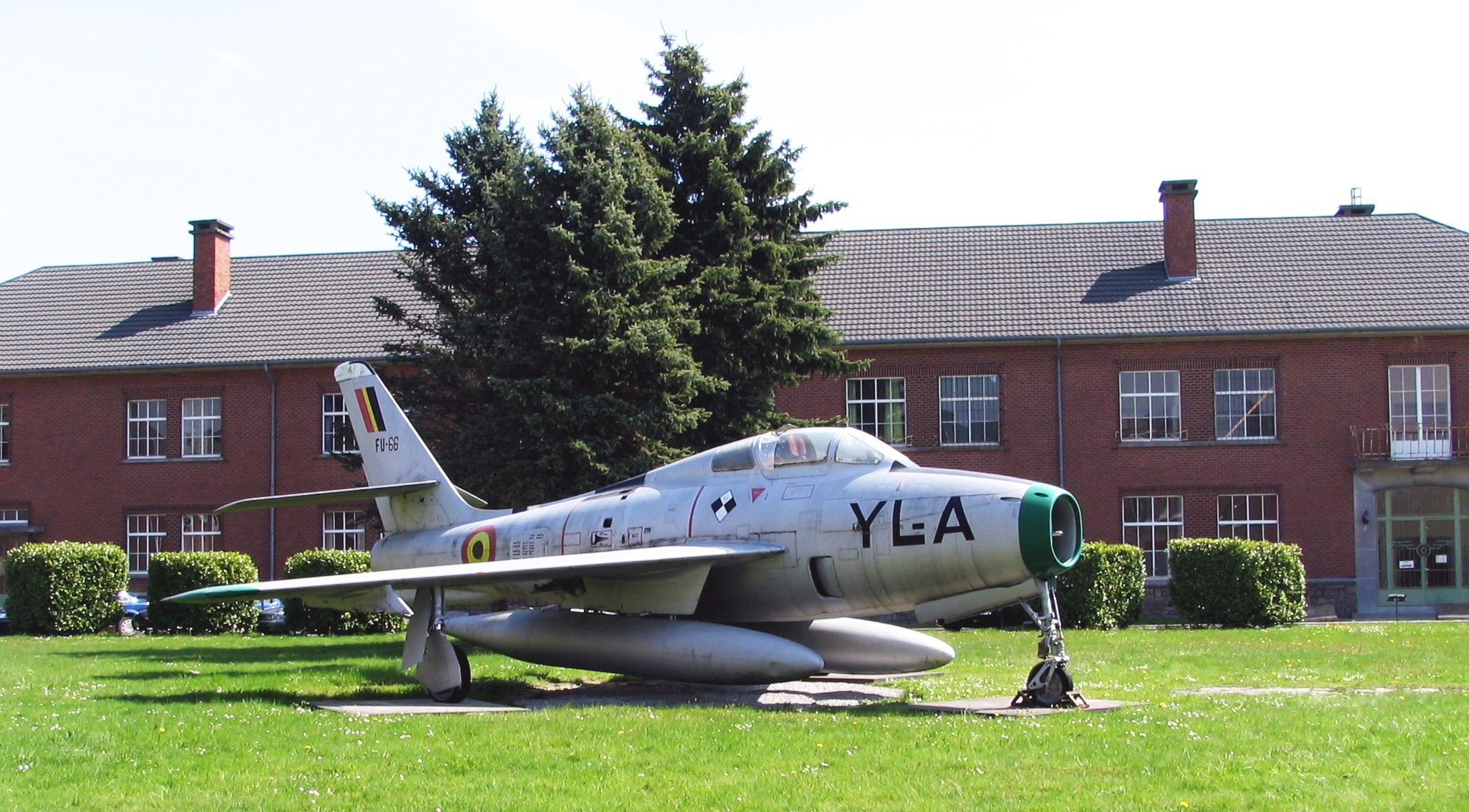
Republic F-84F Thunderstreak
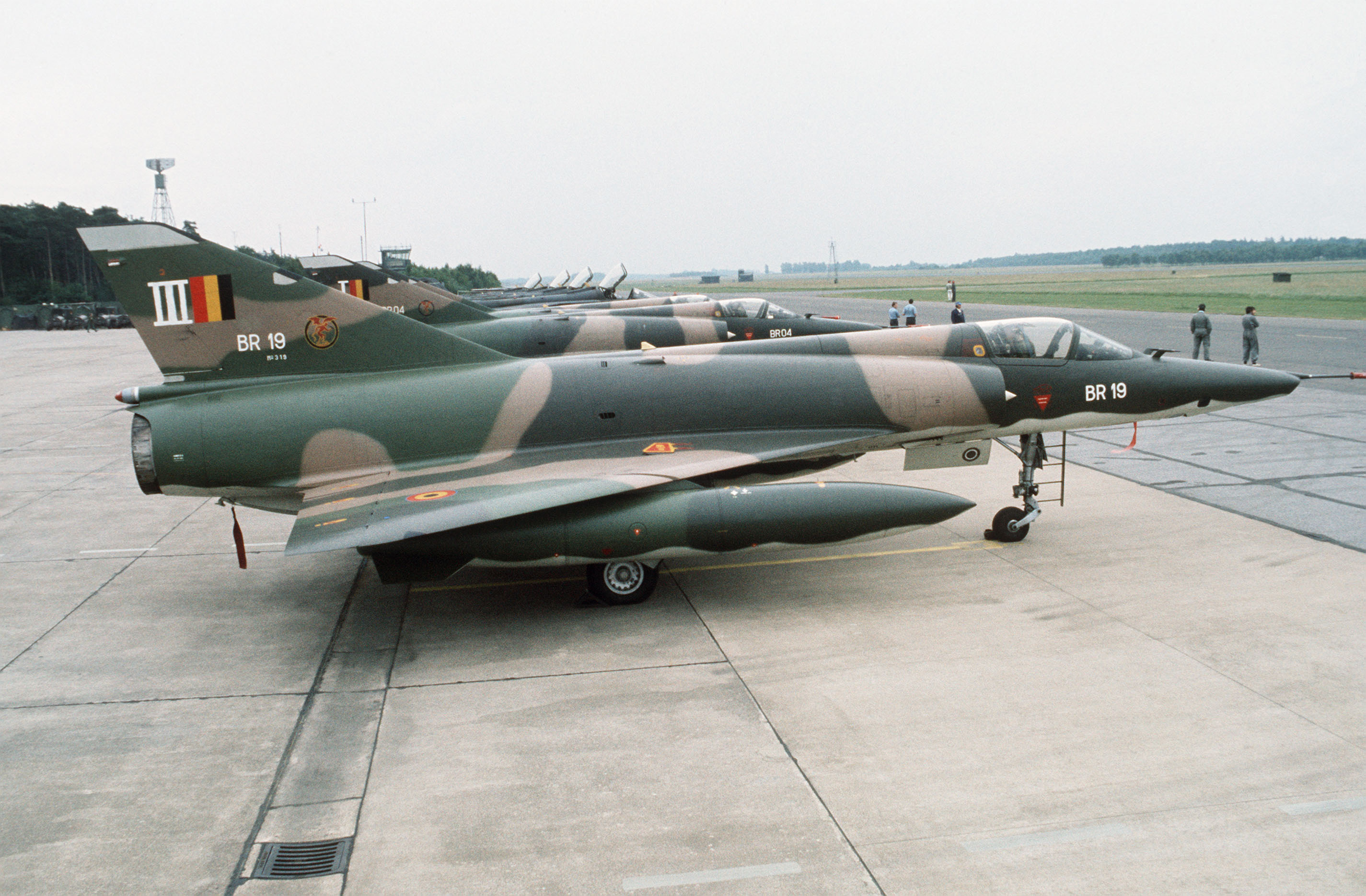
Dassault Mirage 5BR

Myśliwce/Myśliwsko-bombowe
|  | - Nieuport 11 - Nieuport 17 – od 1917 - Nieuport 23 - SPAD S.VII – od 1917 - Hanriot HD.1 – od 1917 - Bristol F.2 Fighter - Sopwith F.1 Camel – od 1917 - SPAD S.XIII – od 1918 - Gloster Gladiator – 22 od 1937 - Hawker Hurricane – 20 od 1939 - Fiat CR.42 – 27 od 1940 | - Supermarine Spitfire – 181 IX, XVI od 1945 - De Havilland Mosquito – 24× NF.30, 7× TT.3 od 1947 - Gloster Meteor – 48× F.4, 240× F.8, 24× NF.11, 43× T.7 1948–1959 - Republic F-84 Thunderjet – 192× F-84G, 21× F-84E 1951–1955 - Republic F-84F Thunderstreak – 197× F-84F, 34× RF-84F od 1955 - SABCA Hunter – 148× F.4, 144× F.6 1956-1963 - Avro Canada CF-100 Canuck – 53× Mk 5 od 1957–1964 - SABCA F-104G Starfighter – 100× F-104G, 12× TF-104G 1963–1983 - SABCA Mirage 5 – 63× 5BA, 16× 5BD 1970–1991 - SABCA F-16A/B Block 1/5/10/15/OCU – 136× F-16A, 24× F-16B od 1979 |

Bombowce/rozpoznawcze
- Breguet 19
- Potez 33 – 10 od 1930
- Fairey Fox – 154 od 1933
- Fairey Battle – 16 od 1938
- Republic RF-84F Thunderflash – 34 od 1955
- SABCA Mirage 5 – 27× 5BR 1970–1991

Treningowe
|  | - Stampe-et-Vertongen SV-22 – 10 od 1933 - Stampe-et-Vertongen SV-26 – 10 od 1933 - Stampe-et-Vertongen SV-5 – 21 od 1936 - Koolhoven F.K.56 – 12 od 1940 - De Havilland Tiger Moth – 15 od 1946 - Miles Martinet – 11 od 1947 | - Stampe SV.4 – 45 od 1948 - North American Harvard – 173 (Kongo Belgijskie) - Lockheed T-33A Shooting Star – 39 od 1952 - Fouga CM.170 Magister – 50 od 1960 - SIAI-Marchetti SF.260MB – 36 od 1969 |

Transportowe
|  | - Fokker F.VII – 9 od 1935 - Savoia-Marchetti SM.73 – 8 od 1940 - Savoia-Marchetti SM.83 – 3 od 1940 - de Havilland Dominie – 7 od 1946 - Avro Anson – 15 od 1946 do 1954 - Douglas C-47 Dakota – 41 od 1946 do 1976 - Airspeed Consul – 4 od 1948, (Kongo Belgijskie) - Airspeed Oxford – 20 od 1948 do 1957 - Douglas DC-4 – 2 od 1950 do 1969 | - Fairchild C-119 Flying Boxcar – 46 od 1952 do 1973 - Douglas DC-6 – 4 od 1954 do 1971 - Percival Pembroke C51 – 12 od 1954 do 1976 - Aero Commander 560F – 1 (VIP) od 1960 - Dassault Falcon 20E – 2 od 1973 - 727-29C – 2 od 1976 do 1998 - Hawker Siddeley HS 748 – 3 od 1976 - Airbus A310-200 – 2 od 1997 do 2010 - Airbus A330-322 – 1 od 2009 do 2014 |

Śmigłowce
- Aérospatiale Alouette II
- Aérospatiale Alouette III
- Westland Sea King Mk 48 – 5 od 1976 (zastępowane przez NH90)

Ogólnego przeznaczenia/łącznikowe
- Henri Farman
- Escadrilles III/IV
- Blériot Aéronautique(inne języki)
- Nieuport 10
- Auster AOP.6 – 22 od 1947 do 1955
- Percival Proctor IV – 6 od 1947

Ponadto przed inwazją III Rzeszy w 1940 zamówiono lub zakupiono licencje na:
- Grumman F4F Wildcat – 40 trafiło do RAF-u
- Brewster F2A Buffalo – 10 trafiło do Royal Navy
- Douglas DB-7 – 16 trafiło do RAF-u
- Caproni Ca.313 – nie wyprodukowano
- Breguet Bre.693 – licencja
- PZL.37 Łoś – licencja